# 克里克利韋齊
48°19′18″N 28°58′43″E / 48.32167°N 28.97861°E
克里克利韋齊（烏克蘭語：Крикливець），是烏克蘭的村落，位於該國西南部文尼察州，由圖利欽區負責管轄，始建於1500年，面積2.35平方公里，海拔高度250米，2024年人口801，人口密度每平方公里484.68人。